# Мируша (парк)
Мируша (алб. Mirusha / Mirushë; серб. Мируша / Miruša) — региональный парк, расположенный в центральной части частично признанной Республики Косово на востоке равнины Метохии.
Территория была взята под охрану в 1975 году в качестве специального заповедника площадью 19 021,55 га по решению муниципалитета Ораховаца и Клины.
Благодаря природным памятникам, специфическим ландшафтам, а также разнообразию растений в 1982 году он был объявлен региональным парком пятой категории (природоохранная зона) по классификации МСОП площадью 55 580,70 га. Он расположился на территории трёх муниципалитетов: Клина, Малишево и Ораховац.
Год спустя в 1983 году, в связи с гидрологической, геоморфологической и ландшафтной ценностью, пойма реки Мируша также была взята под охрану как территория третьей категории (памятник природы) в соответствии с МСОП. Её площадь составляет из 1197,29 га, и она принадлежит муниципалитетам Ораховац и Клина.

## Особенности
Парк Мируша наиболее известен благодаря каньону, в котором течёт одноимённая река, образующая ряд карстовых озёр и водопадов, расположенных один за другим в каскаде.
Из-за своей геологической структуры, которая состоит из ультраосновных пород и вулканогенно-осадочных образований юрского периода и карбонатов нижнего и верхнего мела, река Мируша создала каньон глубиной 200 м.
Вдоль каньона лежат небольшие озёра, которые соединены друг с другом водопадами высотой до 21 метра. Там находятся в общей сложности 12 водопадов и 16 озёр. Они различаются по форме и размеру в соответствии со своим положением, а также структурой и литологическим составом известняковых блоков. Каньон наиболее широк у последнего озера, а самая узкая часть — в районе четвёртого озера, где его глубина между скал достигает максимального значения в 200 м.

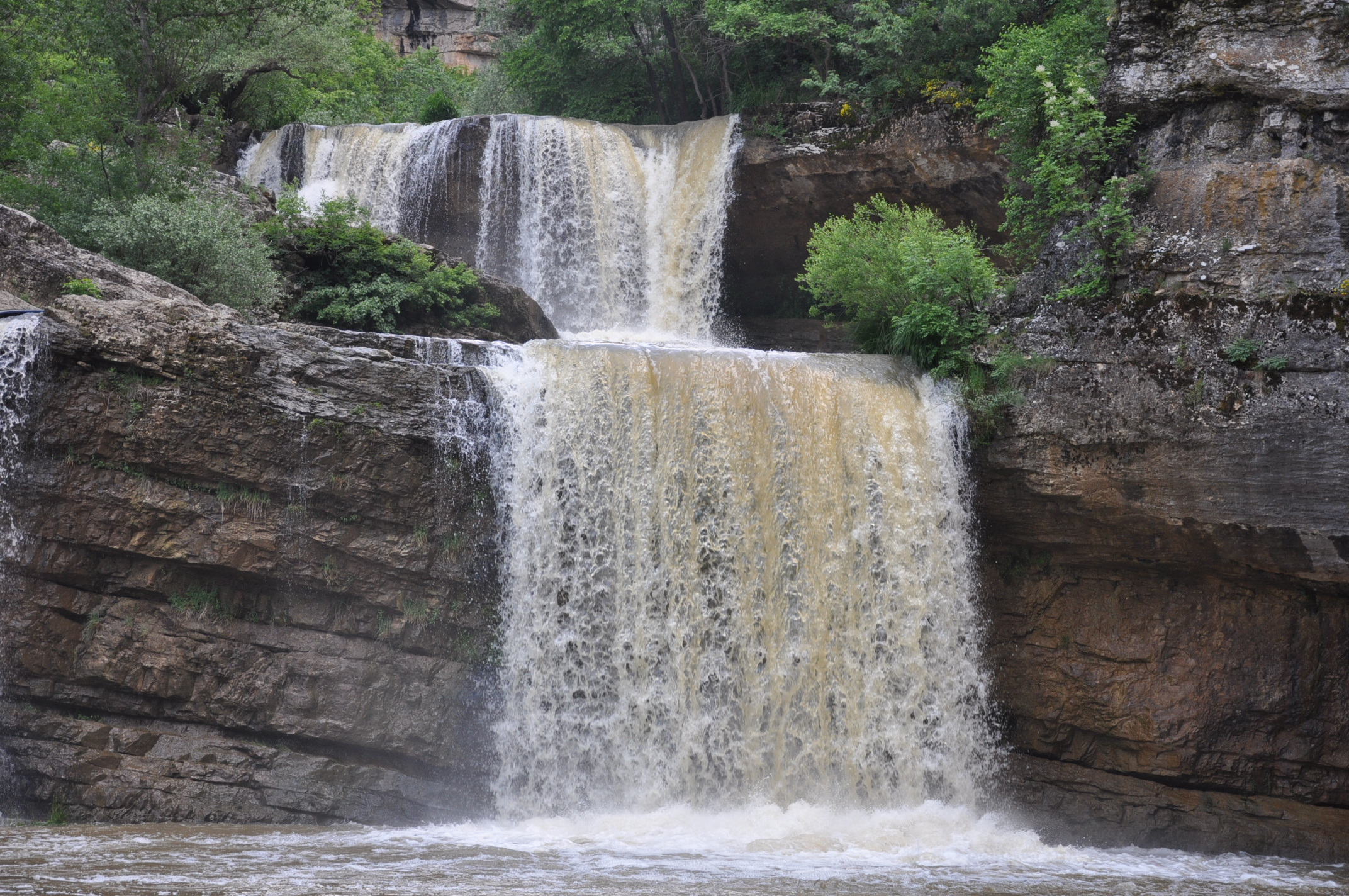
Водопады Мируша

Редкие природные геологические и геоморфологические особенности создают интересный пейзаж парка. Среди его особенностей — геологические формы рельефа, пещеры, трещины, другие скальные образования, которые были созданы в результате геологических процессов, последствий эрозии, воды и других внешних факторов.
В парке — мягкий континентальный климат с влиянием средиземноморского, очень богатая флора и фауна. Парк является местом обитания для многих эндемичных и стеноэндемичных видов.

## Расположение
Парк Мируша является одним из самых красивых и самых интересных природных объектов Косова, он расположен в центральной части этого региона, на территории муниципальных образований Клина, Малишево и Ораховац.
Природный парк расположен на юге гор Гремник по обе стороны от реки Мируша, от начала каньона до её впадения в Белый Дрин.
В западной части парка проходит автодорога Клина — Джаковица (М9.1). Параллельно этой дороге проходит железная дорога Печ — Призрен. Примерно в 8 км к северу проходит автодорога Приштина — Печ. Расстояние от Приштины составляет 65 км.
Ближайший аэропорт — Международный аэропорт Приштины (PRN).

## География

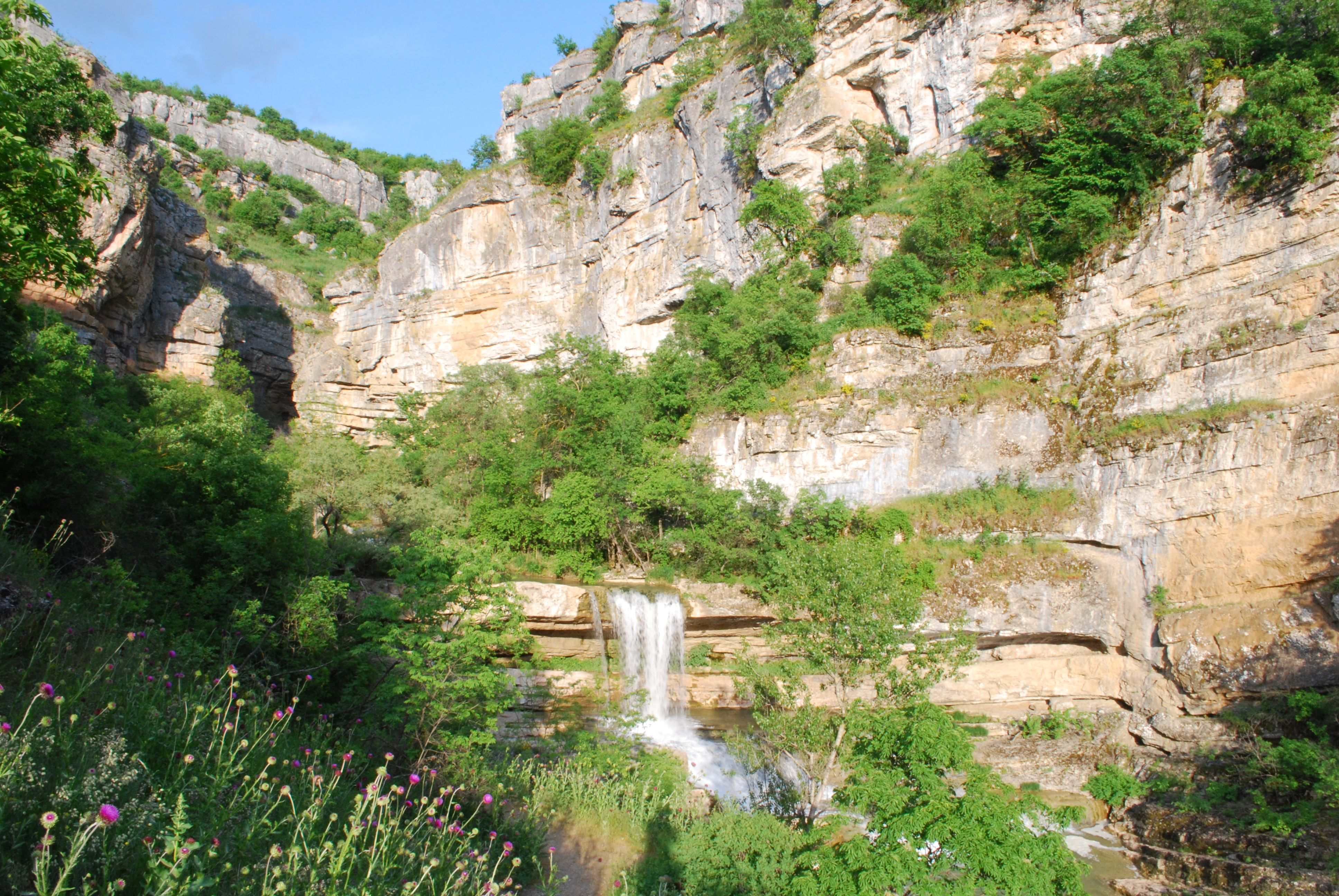
Каньон Мируша

Природный региональный парк Мируша охватывает 55 580 га на территории муниципалитетов Клина, Малишево и Ораховац в восточной части равнины Метохии, центральное Косово. Высота обычно колеблется от 300 м до 600 м над уровнем моря. Георазнообразие бассейна реки Мируша представляет собой важное природное наследие, связанное с геологией, геоморфологией и гидрологией, имеющее ценность для науки, образования, а также для туристического использования.

### Геология
Геологическое строение парка включает ультраосновные породы и вулканогенно-осадочные образования юрского периода и карбонаты нижнего и верхнего мела. Геологическая структура каньона Мируша основном состоит из мезозойских известняковых клифов с тенденцией к снижению в направлении к устью. Эти скалы расширяются в направлении с северо-запада на юго-восток и понижаются на юго-востоке.
Четвертичные отложения представлены гумусом, пескчаным гумусом, глиняным гумусом и алевролом. Речные террасы долины Мируши в основном сложены из кусков округлого кварцита, палеозойских сланцев, меловых известняков, песчаника, серпентинита, диабаза и габбро. Эти речные террасы имеют делювиальное происхождение.
Аллювий часто встречается на обоих берегах реки Мируша.
Делювиальные отложения распространены на значительной части территории. Эти отложения формируются в естественных условиях, проходя через осадочный материал. Четвертичные отложения находятся в контакте с верхними меловыми известняками. Кроме того, в восточной и западной части эти отложения находятся в контакте с поясом метамеризации. Четвертичные зона представлена озёрными отложениями, суглинком, гравием, песком и илом.

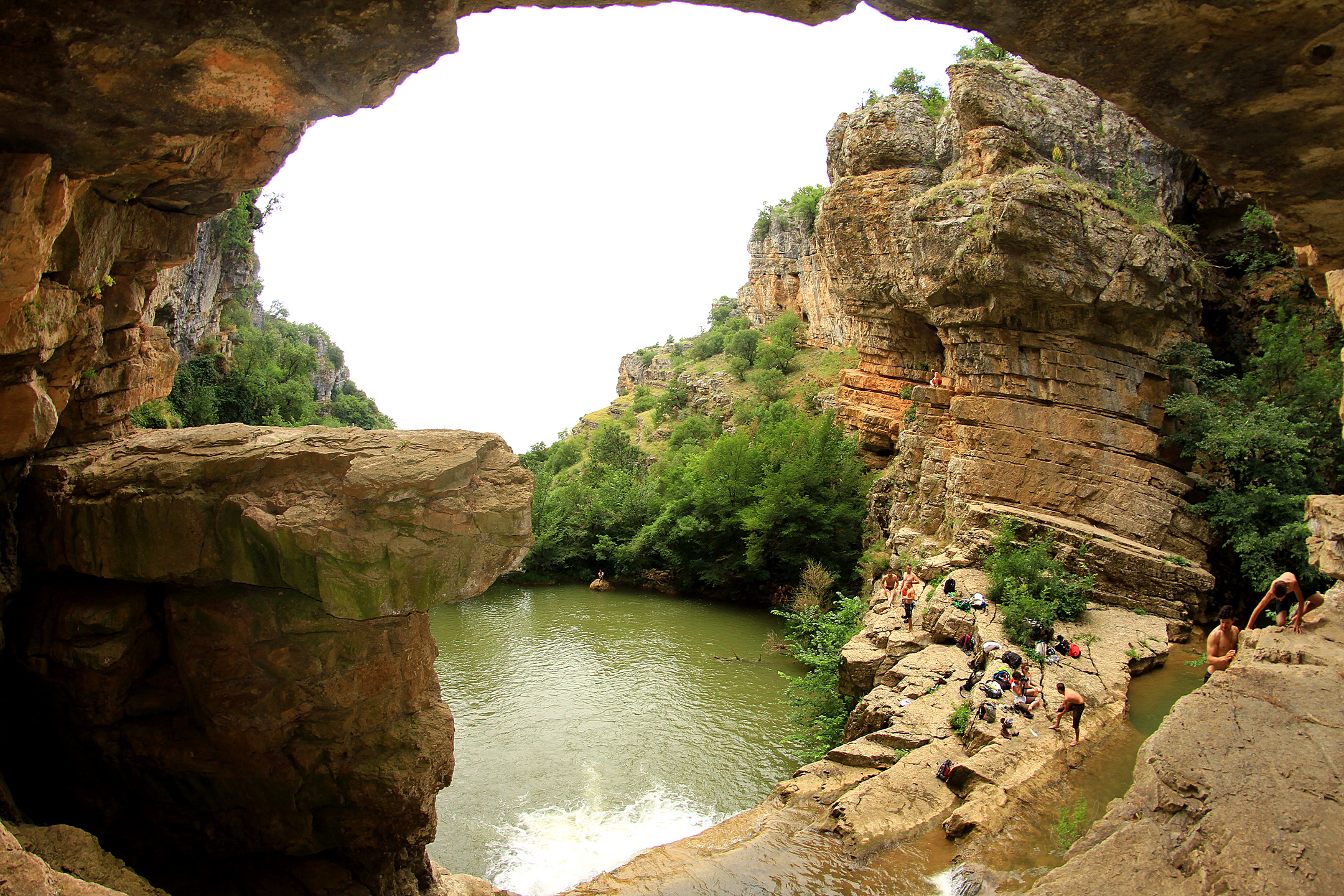
Высокие клифы Мируши

Плиоценовые отложения распределены по территории парка. В большей части они находятся эрозийном контакте с верхними меловыми известняковыми клифами. Эти известняки массивны и содержат многочисленные следы брюхоногих моллюсков.
Также в плиоценовых отложениях обнаружено несколько слоёв угля.
Нижний мел представлен известняковым налётом разных цветов и чаще встречается в западной части.
В северной части распространены флишевые, конгломератные песчаные и мергелистые образования, в то время как в южном районе распространены глинистые сланцы, песчаники и кремнистые образования.
Эта территория имеет высокую геологическую ценность и большой потенциал для туризма. Самое главное геологическое наследие — это каньон с озёрами, водопадами, пещерами, карстовыми формами (пруды, карстовые долины и т. д.) а также красивые камни, бокситы, фоссилии, термальные воды и очень характерный внешний вид скал.

#### Пещеры
В каньоне Мируша образованы специфические формы рельефа: углубления, пещеры, скальные породы, озёра и т. д. Помимо водопадов и озёр характерных форм здесь есть множество пещер различных форм и размеров.

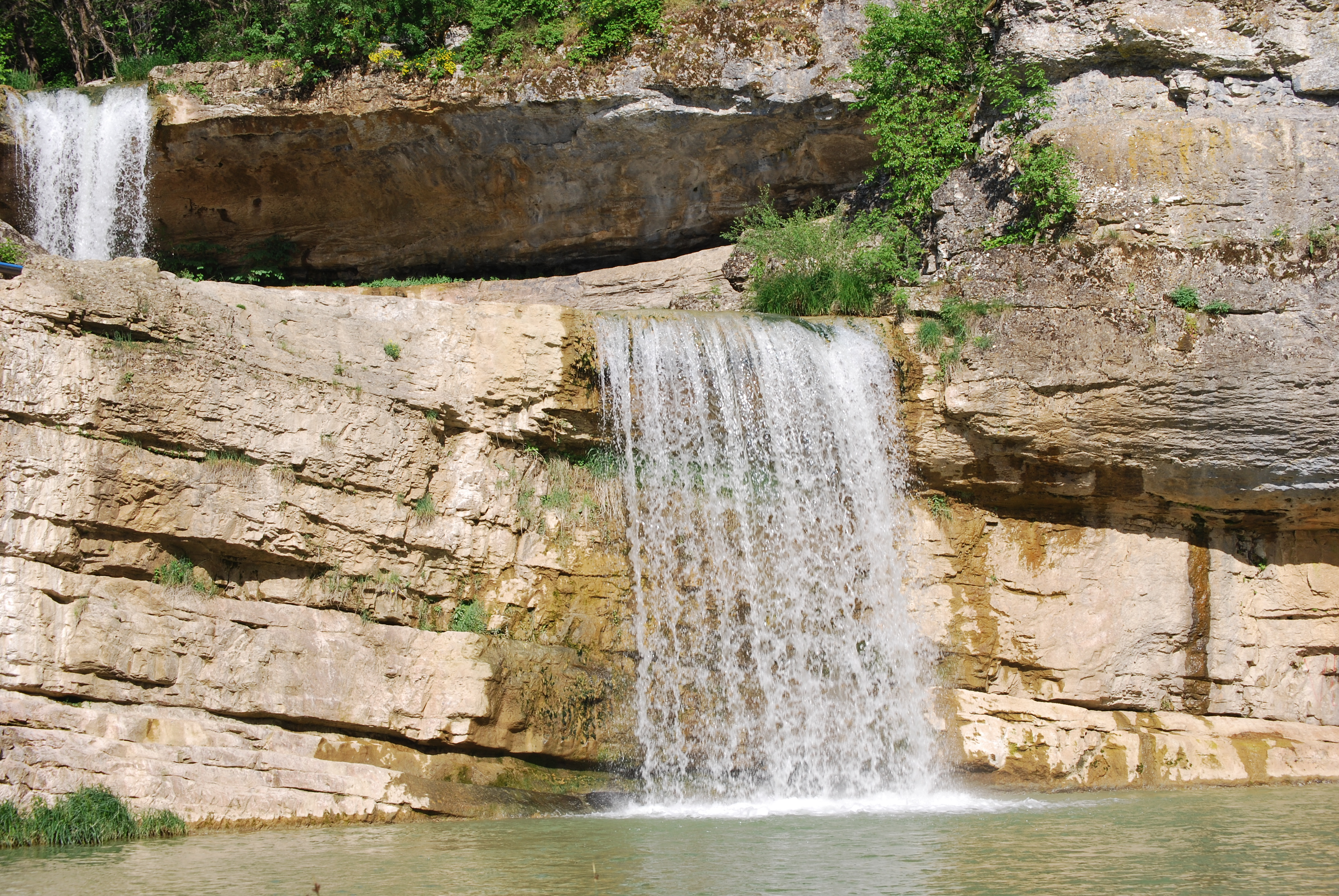
Водопад в Мируше

Одни из самых интересных пещер — это пещеры Большая Церковь и Малая Церковь, пещера на десятом озере, пещера на девятом озере, которая разделена на два канала (левый и правый), пещера позади девятого озера, пещера Душ и т. д.
Пещера Большая Церковь находится на последнем озере на правом берегу реки. Эта пещера расположена в характерном рельефе в виде стены. Пещера в геологическом прошлом была источником подземных вод. Оно имеет вход шириной 4 м и высотой 12 м, а общая её длина — 40 м. В конце пещеры есть несколько сталактитов, сталагмитов и карстовых столбов.
Пещера Малая Церковь имеет небольшие размеры с длиной 4 метра. Вход в пещеру имеет ширину 1,4 м, к концу она сужается ещё больше. Конец пещеры горизонтальный и наполнен грязью. Вход в неё находится рядом с пещерой Большая Церковь.
Пещера на десятом озере простирается под водопадом, имеет ширину 9 м, длину 16 м и глубину воды 3 м (это зависит от уровня озера). Вход в пещеру имеет ширину 5 м и высоту 3 м. Карстовая пещера была образована эрозивной силой воды реки Мируша.
Пещера на девятом озере состоит из двух каналов: правого и левого. Попасть в эту пещеру возможно только пройдя под водой девятого озера. Левый канал имеет вход в форме арки с шириной 3 м и высотой 6 м, а его длина составляет 43 м. Правый канал имеет арочный вход 6 м в ширину и 7 м в высоту.
Карстовые пещеры — раннем геологическом прошлом эти пещеры были подземными водными источниками реки Мируша.

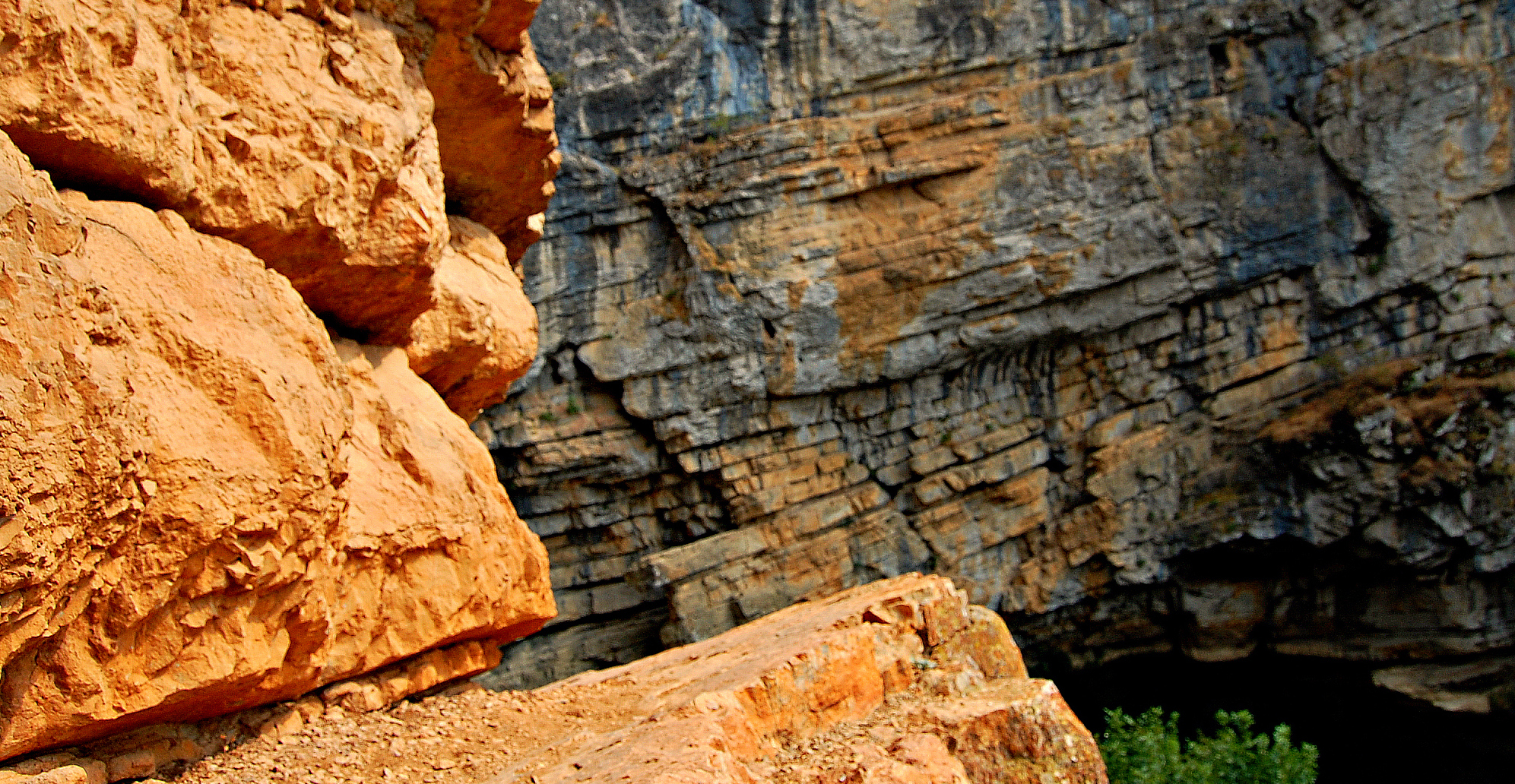
Каньон Мируша

Большая пещера расположена вдоль девятого озера. Попасть в пещеру можно только проплыв под водой канала Мируши. Пещера по-прежнему находится под влиянием речной эрозии. По всей длине пещеры (44 м), её дно заполнено 5-6 м воды. Вход имеет ширину до 9 м и высоту 5 м. Пещера находится в конце долины села Душа, которая простирается с севера на юг до каньона. К пещере можно добраться по дороге Душа — Понорац недалеко от начала каньона.
Пещера Душа — это один из наиболее интересных природных объектов в парке Мируша. Пещера проходима на 180 метров. Следует отметить также, что пещера имеет два побочных канала длиной около 40 м, таким образом с каналами общая длина пещеры составляет 260 м. Вход в пещеру впечатляющие размеры: 10 м в ширину и 15 м м в высоту. Внутри пещеры есть шесть небольших озер, созданных эрозией, и водопады до 2-5 м высотой. Она богата сталактитами, сталагмитами и колоннами разных форм и размеров, с большим количеством летучих мышей, живущих внутри (Rhinolophus ferrumequinum, Rhinolophus blasii, Eptesicus serotinus).

### Гидрология

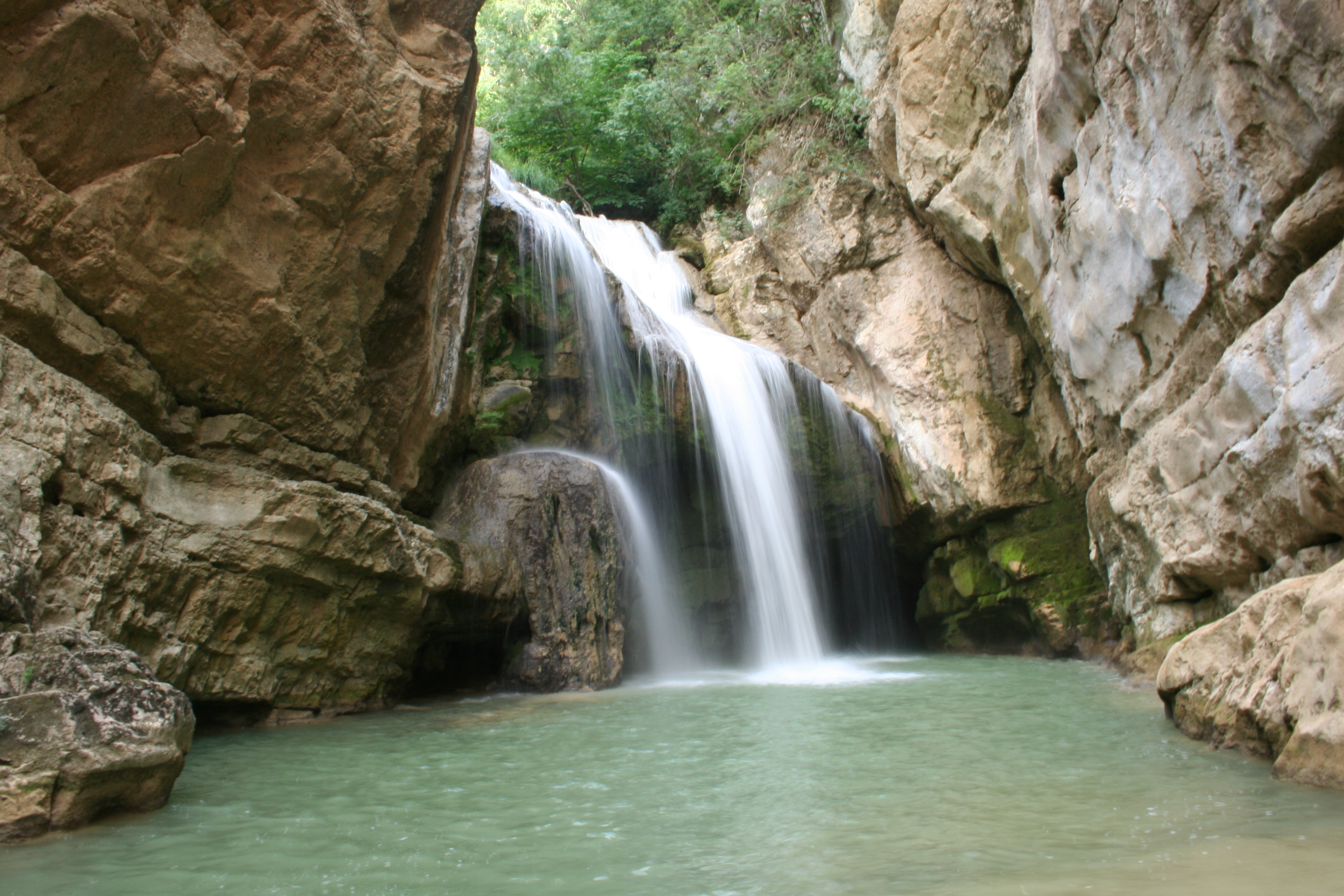
Река Мируша

В парке Мируша течёт одноимённая река, от которой парк и получил своё название. Из-за гидрологической, геоморфологической и ландшафтной ценности, в 1983 году река была взята под охрану как территория третьей категории по МСОП.
Исток реки Мируша расположен в западной части гор Црнолева-Планина. Она является левым притоком реки Белый Дрин, имеет протяжённость 37 км и среднюю высоту 795—360 м над уровнем моря. Средний расход воды реки Мируша составляет 1,2 м³/с, средний уровень воды в реке составляет 0,65 см. Водосборный бассейн реки имеет площадь 336,7 км², около 3,1 % от общей площади Косова. Гидрографическая сеть реки Мируша, как правило, асимметрична.
Большая часть территории, занимаемой парком, находится на известняковом основании со множеством пористых образований и трещин, по которым могут течь подземные воды.
В конце каньона, после последнего озера на правом берегу возле скалы находится карстовый источник и ещё один — в 30 м дальше, который не иссякает круглый год.

#### Озёра и водопады

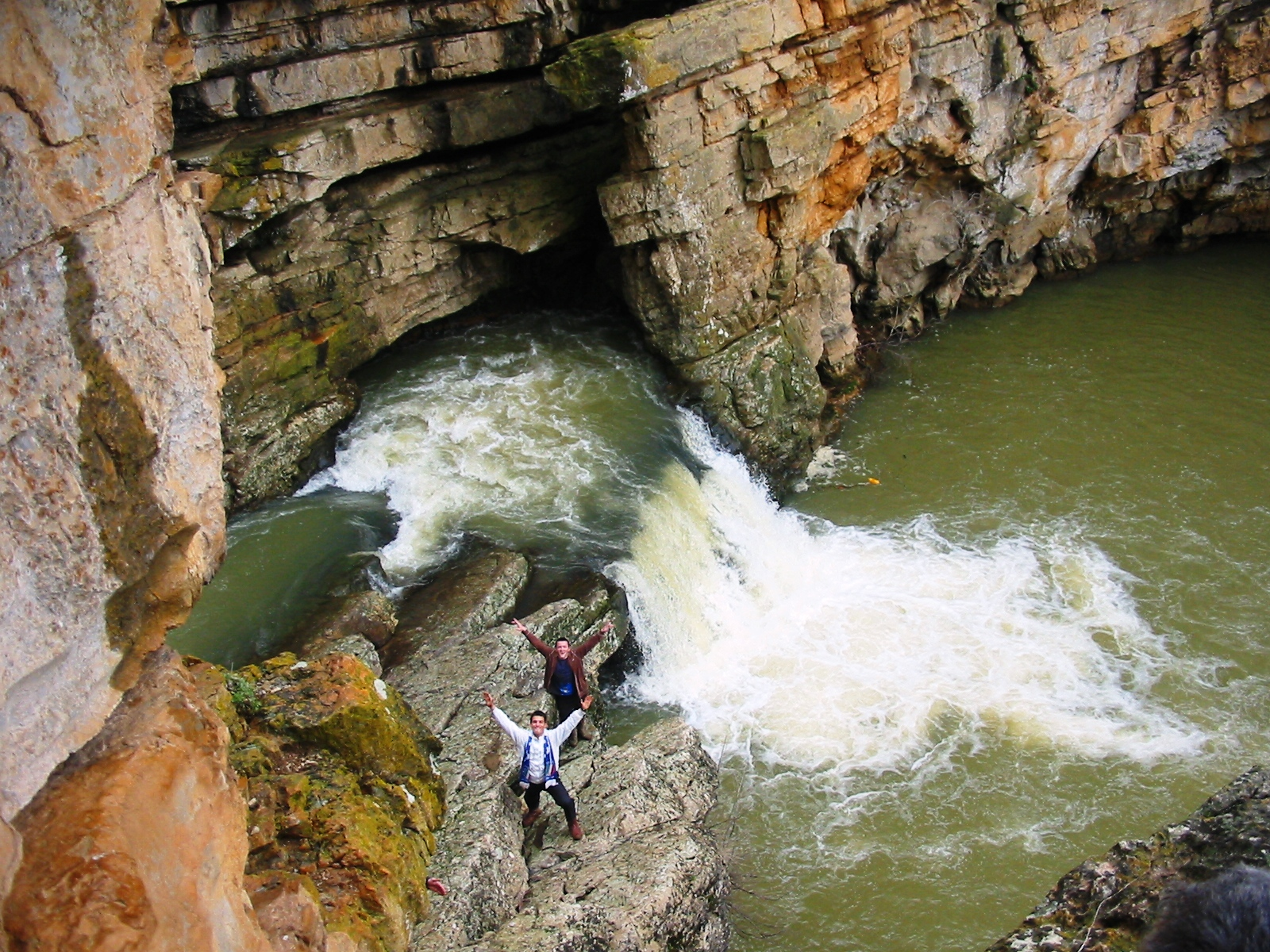
Один из водопадов в парке Мируша

Самыми важными и самыми интересными особенностями этой реки являются озёра и водопады. Они находятся в среднем течении реки Мируша на протяжении 650 м. В этом районе расположено 16 озер и 12 водопадов различных форм и размеров.
Последнее озеро — самое большое по размеру и легко доступно для посетителей. Оно имеет размеры 55×45 м, глубину более 5 м с площадь 2250 м². Самым глубоким является 10-е озеро с 9-метровой глубиной. Самое длинное — 8-е озеро длиной 56 м, шириной 18,5 м и глубиной 5-6 м.
Самый высокий водопад находится между восьмым и девятым озером и имеет высоту 21 м, но самым красивым считается водопад между 15-м и 16-м озёрами с высотой 8 м.
Исходя из формы и размеров этих озёр, они делятся на три группы:
- Верхние озёра (1-8)
- Средние озёра (9-12)
- Нижние озёра (13-16)

Верхние озера обычно маленькие, первые озёра имеют глубину в 1-3 м, в то время как в восьмом озере глубина достигает 6,5 м. Вода переходит из одного озера в другое через проливы, пороги и углубления, которые создали водопадов разной высоты. Каньон в этой части очень узкий, благодаря чему хорошо слышен шум водопадов.
Средние озёра были созданы в короткий геологический период, эрозия здесь была очень мощной и создала множество различных форм. Абсолютная высота составляет около 100 м от 13-го до 8-го озера. Местность очень неудобна для посещения из-за глубины каньона и скалистых форм между озёрами.

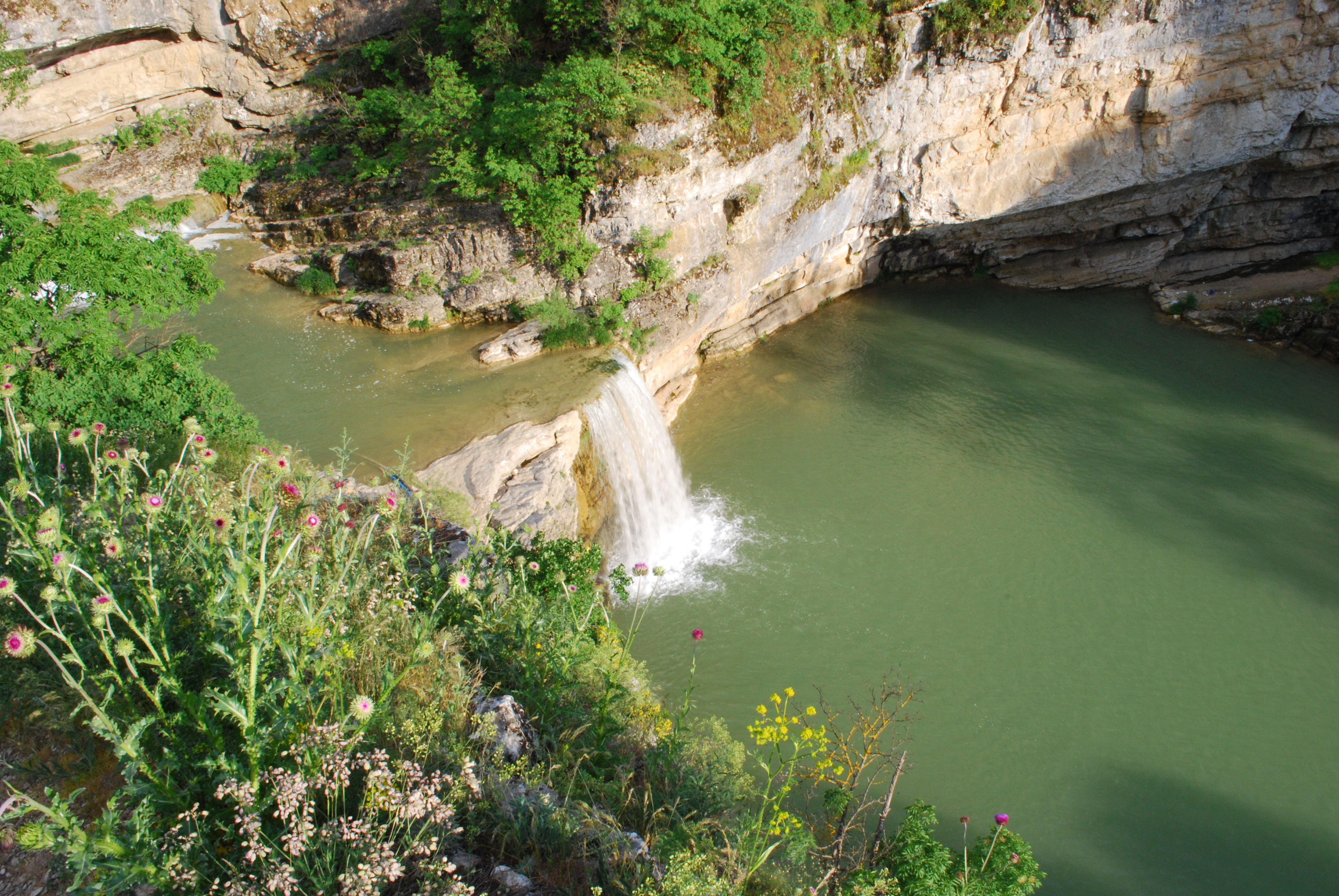
Последнее озеро каньона Мируша

Нижние озёра каньона характеризуются шириной 50-60 м. Природные красоты нижней части каньона Мируша более доступны для посетителей. Эта часть речной долины известна большими и глубокими озёрами и живописными водопадами. Крупнейшие озёра всего каньона — это 13-е и 16-е (последнее) озёра с глубиной от 5 до 7 метров.
Другой характерной чертой каньона Мируша является также речная эрозия, где в процессе движения воды, в зависимости от состава пород, разрушается, растворяется и переносится эрозионный материал.

## Климат

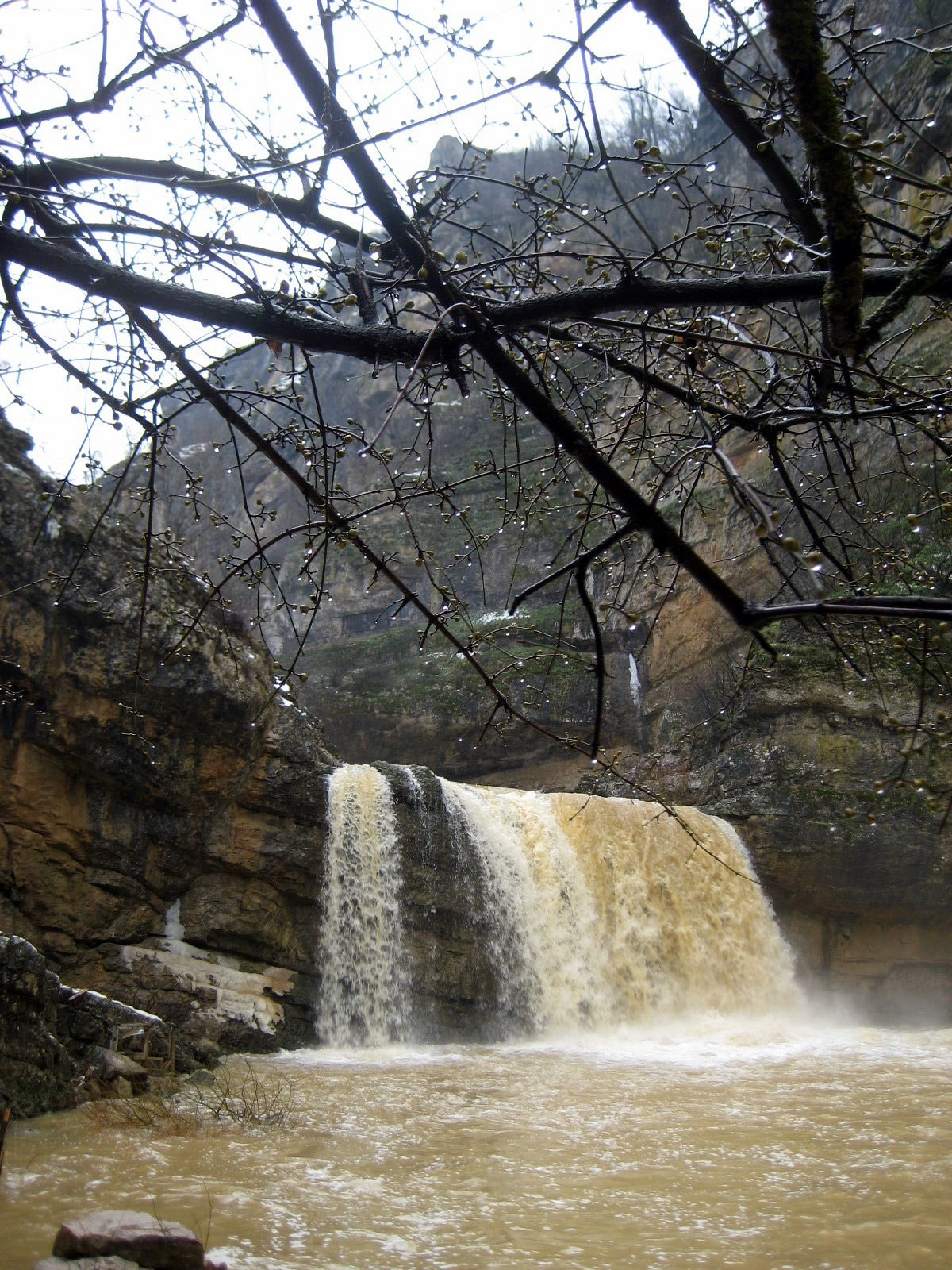
Водопады Мируши зимой

Климат в районе парка Мируша отличается мягким континентальным влиянием средиземноморского климата. На территории парка нет метеорологической станции, поэтому были использованы климатические данные с соседних станций, таких как Ораховац (в 14 км), Джяковица (в 2 км) и Печ (в 28 км).
Средняя годовая температура воздуха составляет 11,2 °C.
| Среднегодовая температура воздуха | Среднегодовая температура воздуха | Среднегодовая температура воздуха | Среднегодовая температура воздуха | Среднегодовая температура воздуха | Среднегодовая температура воздуха | Среднегодовая температура воздуха | Среднегодовая температура воздуха | Среднегодовая температура воздуха | Среднегодовая температура воздуха | Среднегодовая температура воздуха | Среднегодовая температура воздуха | Среднегодовая температура воздуха |
| --------------------------------- | --------------------------------- | --------------------------------- | --------------------------------- | --------------------------------- | --------------------------------- | --------------------------------- | --------------------------------- | --------------------------------- | --------------------------------- | --------------------------------- | --------------------------------- | --------------------------------- |
| Месяц                             | I                                 | II                                | III                               | IV                                | V                                 | VI                                | VII                               | VIII                              | IX                                | X                                 | XI                                | XII                               |
| °C                                | ‐1,2                              | 2,5                               | 5,7                               | 11,1                              | 15,9                              | 19,3                              | 21,4                              | 21,2                              | 17                                | 11,6                              | 7                                 | 3,4                               |

Среднегодовое количество осадков составляет 910 мм. Месяцы с наибольшим количеством осадков — декабрь (114 мм) и ноябрь (109 мм), а с наименьшим — июль (51 мм) и июнь (54 мм).
| Среднегодовое количество осадков | Среднегодовое количество осадков | Среднегодовое количество осадков | Среднегодовое количество осадков | Среднегодовое количество осадков | Среднегодовое количество осадков | Среднегодовое количество осадков | Среднегодовое количество осадков | Среднегодовое количество осадков | Среднегодовое количество осадков | Среднегодовое количество осадков | Среднегодовое количество осадков | Среднегодовое количество осадков |
| -------------------------------- | -------------------------------- | -------------------------------- | -------------------------------- | -------------------------------- | -------------------------------- | -------------------------------- | -------------------------------- | -------------------------------- | -------------------------------- | -------------------------------- | -------------------------------- | -------------------------------- |
| Месяц                            | I                                | II                               | III                              | IV                               | V                                | VI                               | VII                              | VIII                             | IX                               | X                                | XI                               | XII                              |
| мм                               | 90                               | 70                               | 80                               | 59                               | 79                               | 54                               | 51                               | 55                               | 57                               | 92                               | 109                              | 114                              |

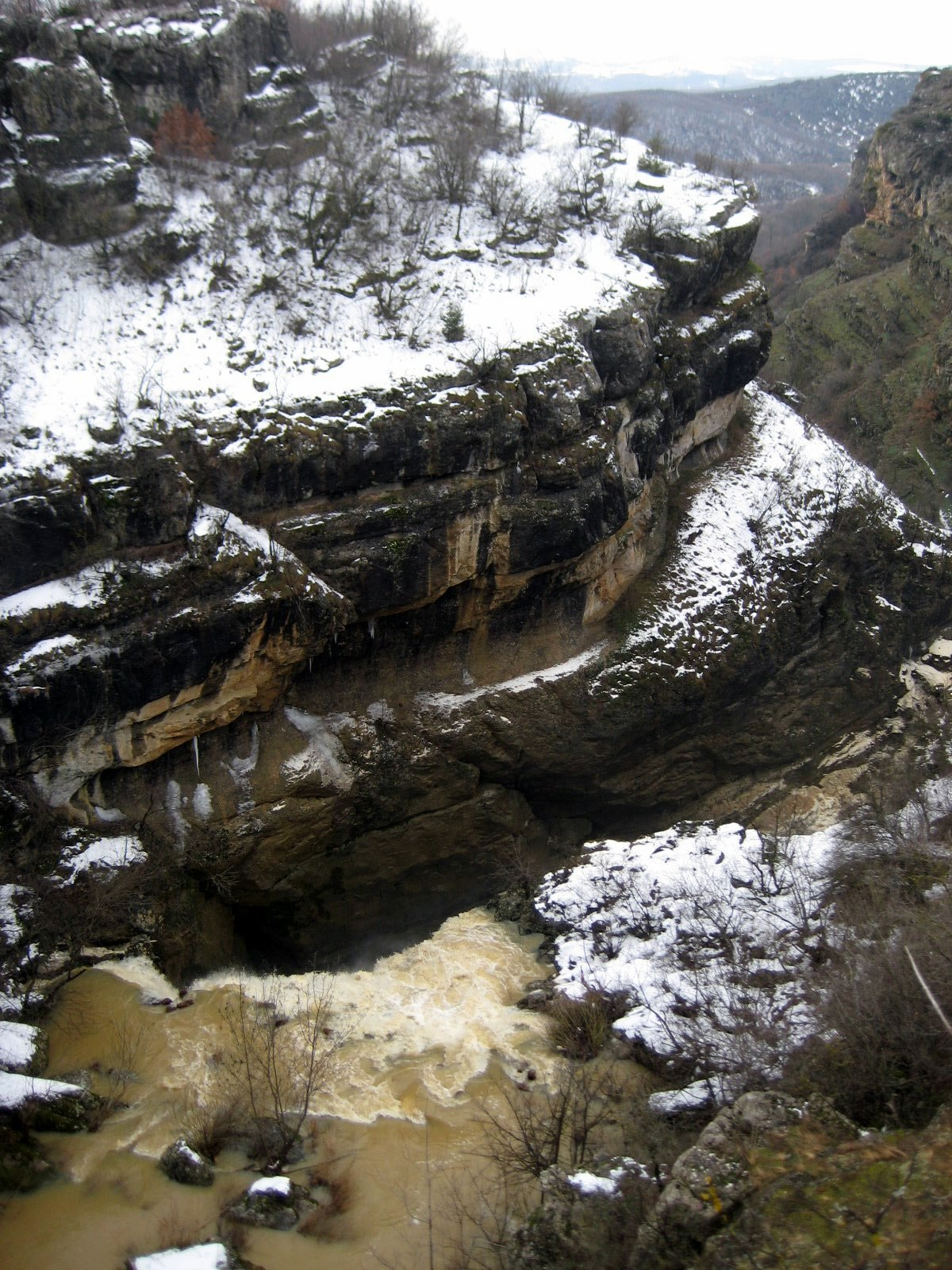
Каньон Мируша зимой

Относительная влажность воздуха составляет 76 %. Относительная влажность выше в декабре, ноябре и январе, а в июне и июле ниже. Разница между самым высоким и
самый низким уровнем влажности составляет 19 %.
| Относительная влажность воздуха | Относительная влажность воздуха | Относительная влажность воздуха | Относительная влажность воздуха | Относительная влажность воздуха | Относительная влажность воздуха | Относительная влажность воздуха | Относительная влажность воздуха | Относительная влажность воздуха | Относительная влажность воздуха | Относительная влажность воздуха | Относительная влажность воздуха | Относительная влажность воздуха |
| ------------------------------- | ------------------------------- | ------------------------------- | ------------------------------- | ------------------------------- | ------------------------------- | ------------------------------- | ------------------------------- | ------------------------------- | ------------------------------- | ------------------------------- | ------------------------------- | ------------------------------- |
| Месяц                           | I                               | II                              | III                             | IV                              | V                               | VI                              | VII                             | VIII                            | IX                              | X                               | XI                              | XII                             |
| %                               | 85                              | 80                              | 76                              | 71                              | 73                              | 71                              | 69                              | 67                              | 71                              | 79                              | 86                              | 86                              |

Годовая продолжительность солнечного излучения составляет 1968 часов. Месяц с самой высокой инсоляцией — август с 298 часами и июля с 289 часами, в то время как месяц с самой низкой инсоляцией — декабрь с 58 часами и январь с 63 часами. Среднегодовое солнечное излучение составляет 5 часов. Летний период (или периоды вегетации с апреля по октябрь) имеет в среднем 1411 часов солнечного света.
| Среднемесячная солнечной инсоляция | Среднемесячная солнечной инсоляция | Среднемесячная солнечной инсоляция | Среднемесячная солнечной инсоляция | Среднемесячная солнечной инсоляция | Среднемесячная солнечной инсоляция | Среднемесячная солнечной инсоляция | Среднемесячная солнечной инсоляция | Среднемесячная солнечной инсоляция | Среднемесячная солнечной инсоляция | Среднемесячная солнечной инсоляция | Среднемесячная солнечной инсоляция | Среднемесячная солнечной инсоляция |
| ---------------------------------- | ---------------------------------- | ---------------------------------- | ---------------------------------- | ---------------------------------- | ---------------------------------- | ---------------------------------- | ---------------------------------- | ---------------------------------- | ---------------------------------- | ---------------------------------- | ---------------------------------- | ---------------------------------- |
| Месяц                              | I                                  | II                                 | III                                | IV                                 | V                                  | VI                                 | VII                                | VIII                               | IX                                 | X                                  | XI                                 | XII                                |
| Часов                              | 63,3                               | 94,2                               | 138,2                              | 173,4                              | 198,1                              | 232,3                              | 289,3                              | 298,3                              | 220                                | 135.8                              | 67,3                               | 57,9                               |

## Биоразнообразие
Благодаря умеренному континентальному климату с влиянием средиземноморского район довольно богат биологическими видами. Помимо климата, на богатство биоразнообразия в районе парка Мируша оказывает влияние и недостаточное промышленное развитие этого региона. В парковой зоне обитает множество эндемичных и стеноэндемичных видов.

### Флора
На территории Мирушы выявлени 330 видов сосудистой флоры, без учета видов мхов и таллофитов. Выявлено 44 вида высших грибов. Спецификой флоры территории Мируши является наличие 14 растительных ассоциаций, и 5 из них имеет эндемичный характер, в то время как общее количество эндемичных видов — 21. Среди этих видов Aristolochia merxmuelleri, который является стено-эндемиком и до сих пор не найден нигде в мире, кроме Мируши.
| Примеры стено-эндемиков в парке |
| ------------------------------- |
| Aristolochia merxmuelleri       |
| Stipa mayeri                    |

| Примеры эндемичных растений, найденных в парке | Примеры эндемичных растений, найденных в парке | Примеры эндемичных растений, найденных в парке |
| ---------------------------------------------- | ---------------------------------------------- | ---------------------------------------------- |
| Genista hassertiana                            | Aster albanicus                                | Scutellaria orientalis                         |
| Centaurea albertii                             | Centaurea kosaninii                            | Sedum serpentini                               |
| Forsythia europaea                             | Fumana bonopartei                              | Veronica andrasovskyi                          |
| Halacsya sendtneri                             | Knautia macedonica                             | Armeria rumelica                               |
| Linum elegans                                  | Polygala doerfleri                             | Malus florentina                               |
| Potentilla visianii                            | Sanguisorba albanica                           | Moltkia doerfleri                              |

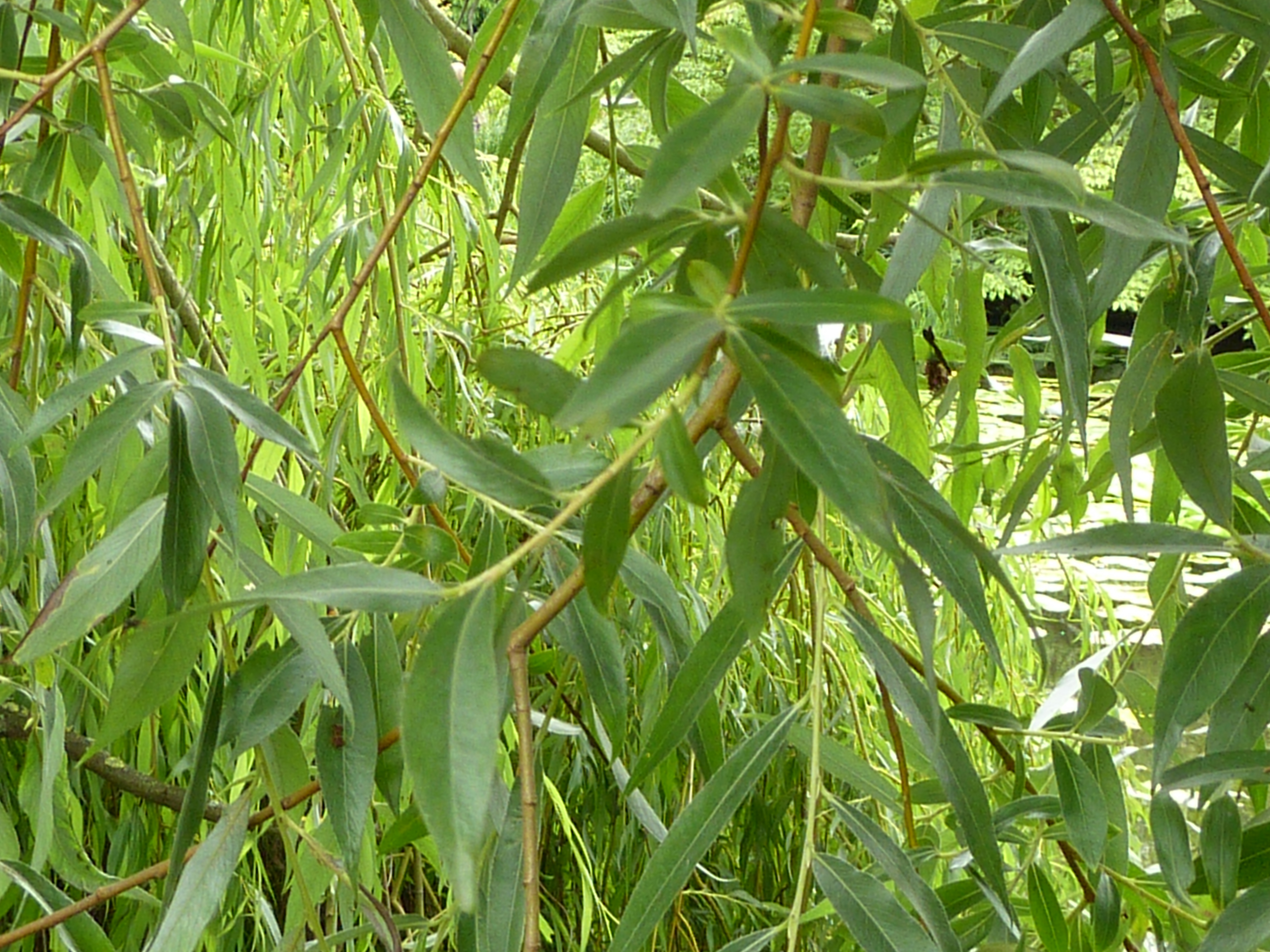
Ива белая (Salicetum albae fragilis) очень распространена в парке

Характерной особенностью этой области является наличие таких видов как: ива белая (Salicetum albae обычно), ива красная (Salicetum purpurea), ольха чёрная (Alnetum glutinosae), дуб (Quercetum farnetto cerris scardicum и Quercetum pubescentis‐cerris), можжевельник (Astero‐Juniperetum oxycedri), Polygala-Genistetum hassertianae, Hyperico-Euphorbietum glabliflorae, Potentilla-Fumaretum bonopartei, Salvio-Scorsoneretum villosae, Echinario-Convolvuletum althaeoides, Onosmo-Scabietosum fumaroides, Vitici-Tarmaricetum dalmaticae.

### Фауна

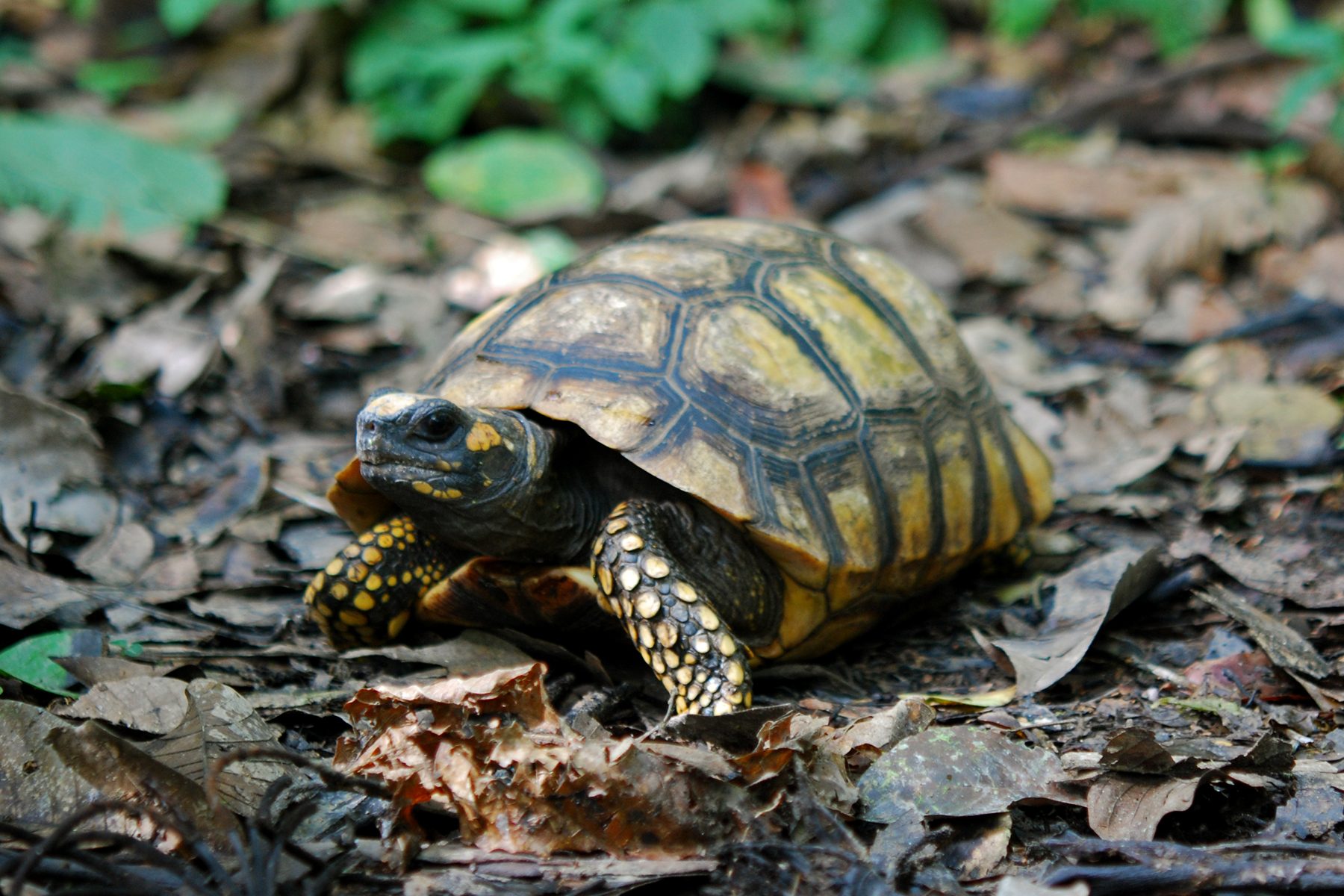
Желтоногая зубчатая черепаха очень распространена в парковой зоне

Что касается фауны, этот район очень богат отдельными видами животных, которые относятся к определённым биотопам и принадлежат к эндемичным видам. В районе Мируши выявлены следующие виды животных: кабан (Sus scrofa), барсук (Meles meles), заяц-русак (Lepus europaeus), обыкновенная белка (Scirius vulgaris), волк (Canis lupus), дикая кошка (Felis silvestris), лесная куница (Martes martes), ондатра (Ondatra zibethica), желтогорлая мышь (Apodemus flavicollis), восточноевропейский ёж (Erinaceus concolor), зубчатая черепаха (Testudo sp.), носатая гадюка (Vipera ammodytes) и др.
В реке Мируше обитают также разнообразные амфибии и рыбы.

## Культурное наследие
В каньоне Мируша расположены такие пещеры, как Большая Церковь и Малая Церковь. Эти пещеры находятся в скалах каньона и имеют небольшие размеры. Тем не менее, они являются интересными объектами с культурной точки зрения, поскольку предполагается, что православные монахи укрывались там во время Османской оккупации, и по этой причине люди называли эти пещеры «церквями». В пещере Малая Церковь были найдены остатки фресок, в то время как в пещере Большая Церковь были найдены следы алтаря молящихся.
Согласно закону об особо охраняемых территориях в Косове, пещера Церковь отшельников также представляет собой интересный и важный памятник. Она расположен в деревне Улярицë муниципалитета Клина и датирована 14 веком.